# Charles Dera
Charles Dera  est un acteur de films pornographiques américain.

## Biographie
Charles Dera a débuté dans le cinéma pornographique en 2007. Auparavant, il avait été nommé "Homme de l'année" par le magazine Playgirl en 2005. Il a également été modèle pour divers fabricants de sous-vêtements et danseur, dans la troupe des Chippendales.
En 2004-2005 puis de nouveau en 2009, il a participé à quelques matchs de combat libre.

## Récompenses
- 2008 : XRCO Award Best Male Newcomer[4]
- 2009 : AVN Award Acteur sous-estimé de l'année (Unsung Male Performer Of The Year)[5]
- 2009 : XRCO Award Unsung Woodsman[6]
- 2018 : XBIZ Awards[7]
  - Meilleur acteur dans un film scénarisé (Best Actor — Feature Release) pour Half His Age: A Teenage Tragedy (PureTaboo/Pulse)
  - Meilleure scène de sexe dans une vignette (Best Sex Scene - Vignette Release) pour Sacrosanct (TrenchcoatX.com/Jules Jordan Video)

## Filmographie sélective
- Babysitters 2 (2011)
- Pirates II: Stagnetti's Revenge (2008)
- Babysitters (2007)
- Coming Home (2007)